# Wollerau
Wollerau je obec ve švýcarském kantonu Schwyz. Wollerau je spolu s Pfäffikonem vždy na dva roky hlavním městem okresu Höfe. Díky velmi nízkým daňovým sazbám a výhodné rezidenční poloze u jezera a v blízkosti města Curych se Wollerau stalo také domovem řady známých a bohatých osobností. Žije zde přibližně 7 300 obyvatel.

## Geografie
Wollerau leží na východním úpatí masivu Zimmerberg. Území obce se rozkládá od břehů Curyšského jezera směrem k hřebenu Höhronen a zahrnuje také část údolí řeky Sihl na severní straně hory. Sihl protéká obcí na jihu. Potok Mühlibach tvoří západní hranici s kantonem Curych. Sousedními obcemi jsou Richterswil na severozápadě, Freienbach na severovýchodě, Feusisberg na jihovýchodě a město Wädenswil na jihozápadě.

## Historie

Letecký pohled z roku 1954

První zmínka o obci pochází z let 1217–1222 jako Wolrowo.
Hintere Hof, známý také jako Oberer Hof, s vesnicemi Bäch, Wollerau, Wilen a Schindellegi patřil od roku 965 klášteru Einsiedeln (Höfe). Území dnešní obce Wollerau (do poloviny 19. století nazývané Hinterer Hof) bylo ve středověku předmětem sporu mezi městem Curych a obyvateli Schwyzu. Rytíři z Wollerau jsou doloženi ve 13. a 14. století; věž, kterou obývali jihovýchodně od vsi Wollerau, byla postavena pravděpodobně na počátku 14. století. Državy nad Hinterer Hofem přešly na pány a později hrabata z Rapperswilu, ve 14. století na hrabata z Hombergu, poté na von Habsburg-Laufenburgy, v roce 1342 jako zástava Jakobu Brunovi z Curychu, v roce 1366 koupí na vévody Habsburské, po bitvě u Sempachu v roce 1386 na Curych a během Staré curyšské války (1436–1450) s vrchnostenskou a nižší jurisdikcí v roce 1440 na Schwyz (do roku 1798). Wollerau bylo dějištěm prudkých bojů během Staré curyšské války, náboženských válek a francouzského vpádu (30. dubna 1798). Za Helvétské republiky se oblast Höfe v roce 1798 stala součástí kantonu Linth. V letech 1803–1848 tvořil Hintere Hof okres Wollerau v kantonu Schwyz, který se v roce 1848 spojil s Pfäffikonem a vytvořil okres Höfe. Farnost Wollerau se stala politickou obcí a obec se stala hlavním městem okresu; v roce 1979 byla slavnostně otevřena první okresní radnice.

## Obyvatelstvo
| Vývoj počtu obyvatel | Vývoj počtu obyvatel | Vývoj počtu obyvatel | Vývoj počtu obyvatel | Vývoj počtu obyvatel | Vývoj počtu obyvatel | Vývoj počtu obyvatel | Vývoj počtu obyvatel | Vývoj počtu obyvatel | Vývoj počtu obyvatel | Vývoj počtu obyvatel | Vývoj počtu obyvatel |
| -------------------- | -------------------- | -------------------- | -------------------- | -------------------- | -------------------- | -------------------- | -------------------- | -------------------- | -------------------- | -------------------- | -------------------- |
| Rok                  | 1850                 | 1900                 | 1950                 | 1960                 | 1970                 | 1980                 | 1985                 | 1990                 | 2000                 | 2010                 | 2020                 |
| Počet obyvatel       | 1168                 | 1459                 | 1969                 | 2415                 | 3441                 | 3934                 | 4353                 | 5003                 | 6143                 | 6973                 | 7432                 |

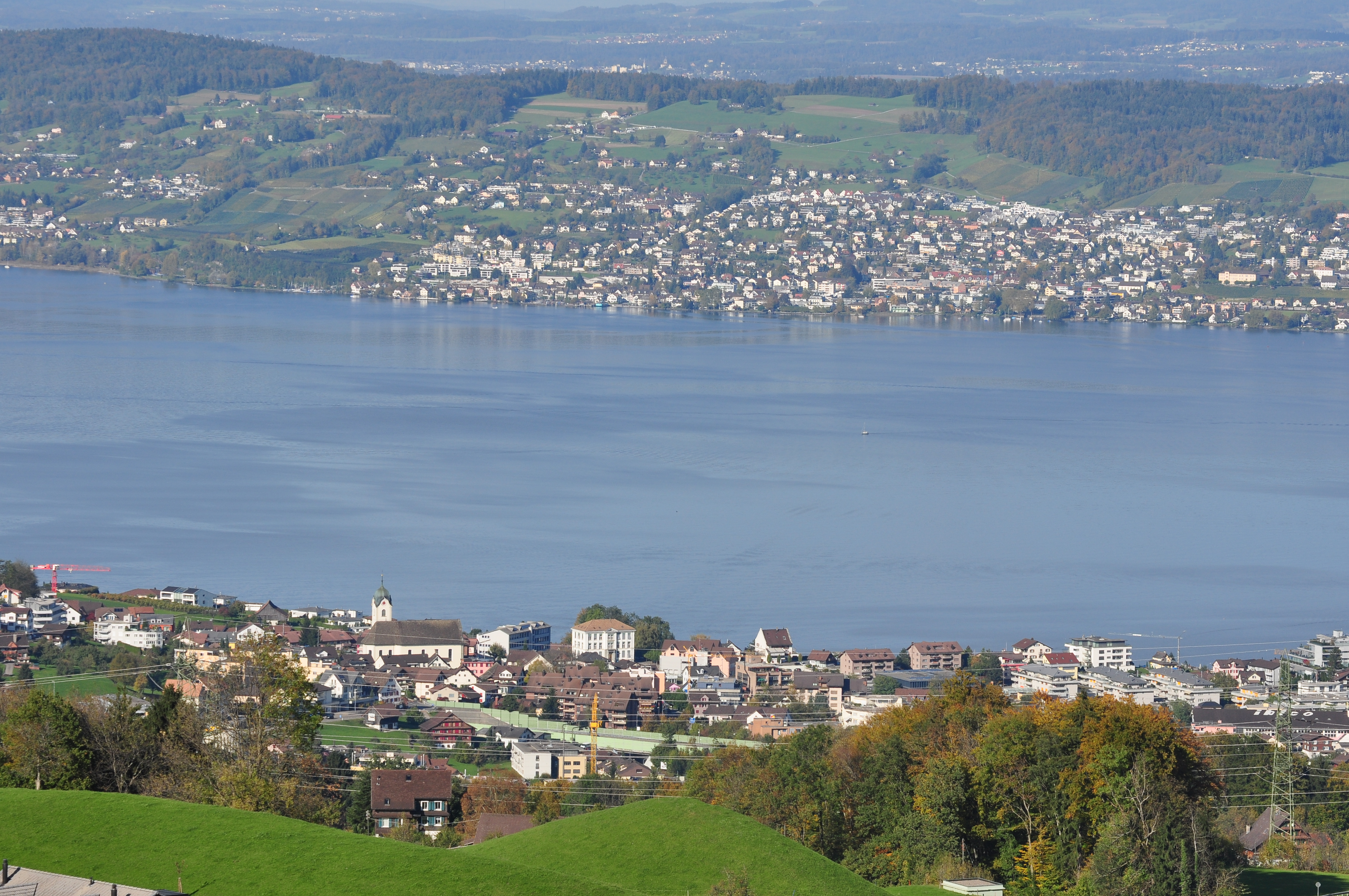
Celkový pohled; Wollerau v popředí

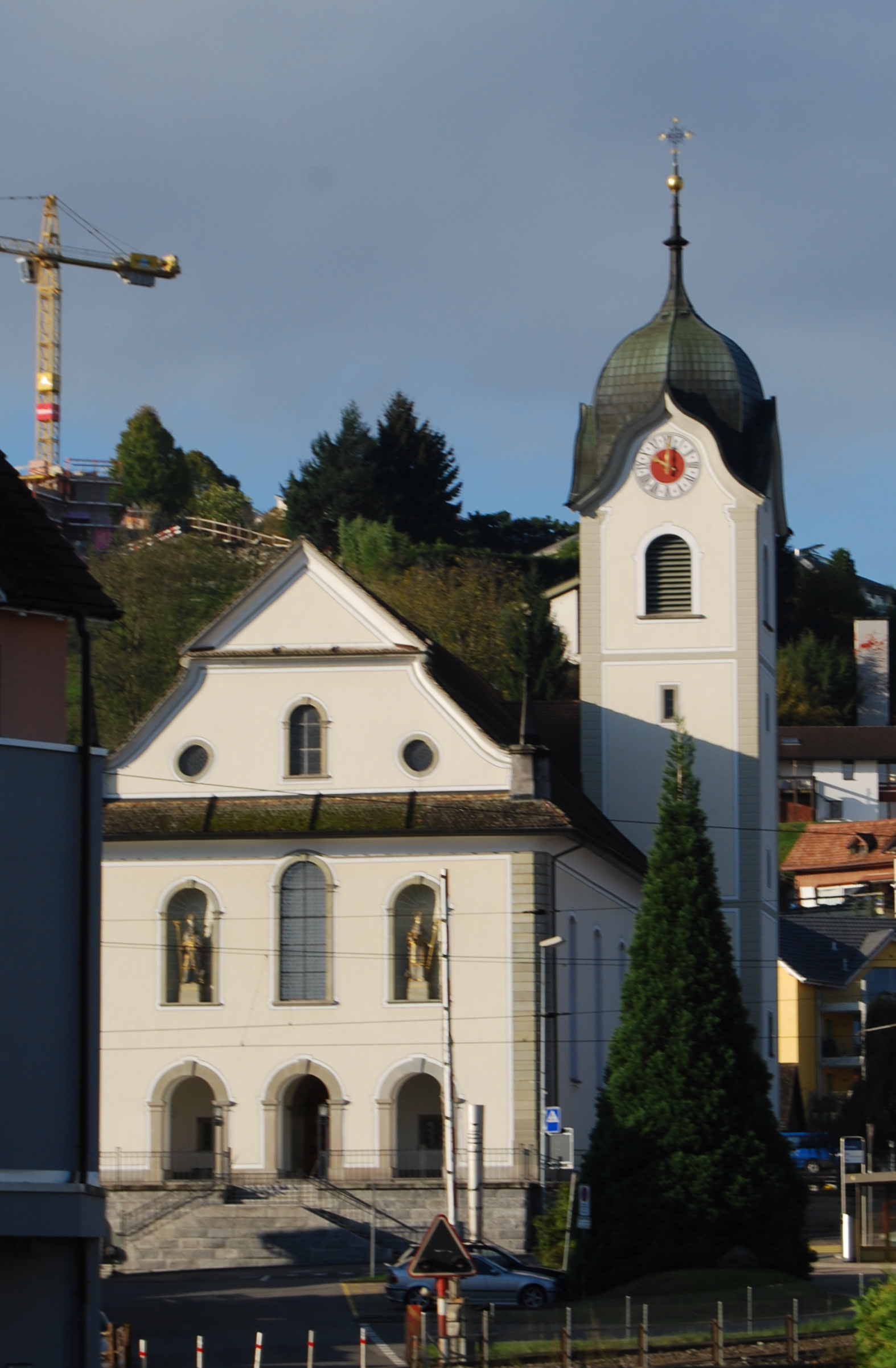
Katolický kostel

Většina obyvatel (k roku 2000) hovoří německy (88,8 %), druhou nejčastější řečí je angličtina (2,1 %) a třetí italština (1,7 %).
Podle sčítání lidu z roku 2000 se 3180 osob, tj. 52,4 %, hlásí k římskokatolické církvi a 1755 osob, tj. 28,9 %, ke švýcarské reformované církvi. Z ostatních obyvatel se ke křesťanskokatolickému vyznání hlásí 7 osob (0,12 % obyvatel), k pravoslavné církvi 58 osob (0,95 % obyvatel) a k jiné křesťanské církvi 29 osob (0,48 % obyvatel).

## Hospodářství
Ve Wollerau sídlí výrobce zařízení pro volný čas Intamin AG, známý zejména svými horskými drahami, výrobce telekomunikačních technologií Swissphone, výrobce fotografické techniky Arca Swiss, výrobce sportovního oblečení X-Technology Swiss Research & Development a mnoho poradenských a servisních společností.

## Doprava
Wollerau má vlastní sjezd na dálnici A3 a v obci se nachází také odpočívadlo Fuchsberg. Několik hlavních silnic spojuje obec se sousedními městy, jako jsou Feusisberg, Richterswil a Freienbach.
Se stanicemi Riedmatt SZ a Wollerau je Wollerau napojeno na železniční síť společnosti Schweizerische Südostbahn. Navzdory svému názvu se však stanice Wollerau z velké části nachází v sousední obci Freienbach. Obě stanice jsou každou půlhodinu obsluhovány linkou S40 Rapperswil – Pfäffikon SZ – Einsiedeln.
Tři autobusové linky spojují čtvrti Wollerau s centrem obce, Richterswil nebo Samstagern.

## Osobnosti
- Heinrich Rohrer (1933–2013), fyzik a nositel Nobelovy ceny

Díky velmi liberálním daňovým nařízením je Wollerau domovem některých mezinárodně známých osobností, včetně tenisty Rogera Federera a bývalého jezdce Formule 1 Felipeho Massy. Ve Wollerau žije také Kimi Räikkönen.
Tenistka Belinda Bencicová se narodila a vyrostla ve Wollerau.